# Рассел, Джордж, 10-й герцог Бедфорд
Джордж Уильям Фрэнсис Сэквил Рассел (англ. George William Francis Sackville Russell; 16 апреля 1852, Лондон, Великобритания — 23 марта 1893, там же) — британский аристократ, 15-й барон Рассел, 10-й барон Хоуленд, 14-й граф Бедфорд, 10-й маркиз Тависток, 10-й герцог Бедфорд с 1891 года. В 1875—1885 годах заседал в Палате общин, в 1889 году занимал должность верховного шерифа Бедфордшира. Умер бездетным, так что семейные титулы перешли к его младшему брату Хербранду.

## Биография
Джордж Рассел родился 16 апреля 1852 года в Лондоне и стал старшим сыном Фрэнсиса Рассела, 9-го герцога Бедфорда, и Элизабет Сэквил-Уэст. В 1874 году Джордж окончил Баллиол-колледж в Оксфорде со степенью бакалавра искусств и был принят в Линкольнс-Инн в качестве адвоката. Годом позже он стал депутатом Палаты общин от Бедфордшира и заседал в парламенте 10 лет, пока его избирательный округ не был упразднён. В 1889 году Рассел был верховным шерифом Бедфордшира, а позже — заместителем лейтенанта этого графства.
14 января 1891 года, после смерти отца, Рассел унаследовал семейные титулы, включая герцогский, ряд поместий (главное из них — Уобёрн Эбби), и значительные участки земли в центре Лондона, включая Бедфорд-сквер, Рассел-сквер, Блумсбери-сквер и Ковент-Гарден. Спустя два года, в возрасте сорока лет, он умер от диабета в Лондоне. Герцога похоронили в Бедфордской часовне при церкви Святого Михаила в Ченисе (Бакингемшир). Семейные титулы и владения унаследовал младший брат Джорджа Хербранд Рассел, ставший 11-м герцогом Бедфордом.
Семья
24 октября 1876 года Джордж Рассел женился на Аделине Мари Сомерс, дочери Чарльза Сомерса, 3-го графа Сомерса, и Вирджинии Паттл. Этот брак остался бездетным. Известно, что у 10-го герцога был внебрачный ребенок, дочь-индианка, жившая с отцом до его смерти. Позже она жила у своего дяди Хербранда Рассела, пока не вышла замуж.